# Lipovice (Lopare, BiH)
Lipovice je naseljeno mjesto u sastavu općine Lopare, Republika Srpska, BiH.

## Stanovništvo
| Lipovice           |              |
| godina popisa      | 1991.        |
| Srbi               | 387 (98,98%) |
| Muslimani          | 1 (0,25%)    |
| Hrvati             | 1 (0,25%)    |
| Jugoslaveni        | 0            |
| ostali i nepoznato | 2 (0,51%)    |
| ukupno             | 391          |